# Linospadix minor
Linospadix minor är en enhjärtbladig växtart som först beskrevs av Walter Hill, och fick sitt nu gällande namn av Karl Ewald Maximilian Burret. Linospadix minor ingår i släktet Linospadix och familjen Arecaceae. Inga underarter finns listade i Catalogue of Life.

## Bildgalleri